# Поникве (Толмин)
Поникве (словен. Ponikve) — поселення в общині Толмин, Регіон Горишка, Словенія. Висота над рівнем моря: 673,9 м.